# Anđelko Runjić
Anđelko Runjić je bivši hrvatski političar. Obnašao je dužnost predsjednika Sabora SR Hrvatske. Bio je posljednja osoba koja je obnašala tu dužnost.
Dne 27. srpnja 1989. Anđelko Runjić primio je rukovodstvo hrvatske političke oporbe.  Predsjedniku sabora predan je tekst "Zahtjevi naroda" kojeg je potpisalo 100.000 građana SR Hrvatske te je obavješten je da je poslano "otvoreno pismo" Ujedinjenim narodima zbog započete hajke na neistomišljenike.[ima li gdje sadržaj, bio bi dobar za wikiizvor]
Jeseni 1989. bio je dionikom velikog raskola vrha vladajućeg SKH i čelnika državnog aparata koje je postavila partija. Runjić se kao i ondašnji nominalni šef hrvatske države Ivo Latin i nominalni premijer Antun Milović žalili su se da ih iz vrha SKH ne obavještavaju o namjerama SKH. Druga strana im je na to uzvraćala napadima u kojima ih je optuživala za nesposobnost, nepopularnost, nesnalažljivost u političkim okolnostima i da jedino znaju napraviti štetu.
Svoju je veliku ulogu u hrvatskoj povijesti pokazao u prvim godinama predraspadnog razdoblja u SFRJ. Uoči posljednjeg republičkog partijskog kongresa i svojeg odlaska s dužnosti, Drago je Dimitrović kao tajnik ("sekretar") Predsjedništva Saveza komunista Hrvatske izborio se, zajedno s istomišljenicima, za povijesnu odluku o raspisivanju demokratskih izbora u Hrvatskoj a Celestin Sardelić, član Predsjedništva Centralnog komiteta Saveza komunista Hrvatske, bio je jedan od vođa reformske struje koji je iste godine prekinuo je tzv. "hrvatsku šutnju" u odnosu na Miloševićeva nastojanja. 
Runjić je predao je zakonodavnu vlast HDZ-u 30. svibnja 1990. godine nakon što je HDZ pobijedio na prvim slobodnim višestranačkim izborima. Runjić je bio političar koji je potpisao zakon kojim je u Hrvatskoj uvedeno višestranačje.[ima li broj Narodnih novina]
2009. odlikovan je Redom hrvatskog pletera za osobit doprinos razvitku i ugledu Republike Hrvatske i dobrobiti njezinih građana.